# In My Mind (Antiloop)
In My Mind is een nummer van het Zweedse dj-duo Antiloop uit 1997. Het is de eerste single van hun debuutalbum LP.
De ambient-intro van het nummer is gesampled uit Hold That Sucker Down (Builds like a Skyscraper) van The O.T. Quartet, terwijl de songtekst (simpelweg enkel "In My Mind") gesampled is uit Warehouse (Days of Glory) en New Deep Societys. "In My Mind" werd vooral in Scandinavië een grote hit. Het bereikte de 6e positie in Zweden, het thuisland van Antiloop. Ook in het Nederlandse taalgebied sloeg het nummer aan; met een 14e positie in de Nederlandse Top 40 en een Dancesmash op Radio 538, en bij onze zuiderburen een 34e positie in de Vlaamse Ultratop 50.